# 鸡血七
鸡血七（学名：Corydalis temulifolia sp. aegopodioides）为罂粟科紫堇属下的一个亚种。

## 扩展阅读
- 維基物種上的相關：鸡血七